# La Lastra (Tudanca)
La Lastra es una localidad del municipio de Tudanca (Cantabria, España). En el año 2008 contaba con una población de 55 habitantes (INE). La localidad se encuentra a 485 metros de altitud sobre el nivel del mar, y a 1,6 kilómetros de la capital municipal, Santotís.